# Dmitri Chernyshov
Dmitri Anatólievich Chernyshov –en ruso, Дмитрий Анатольевич Чернышёв– (Omsk, URSS, 29 de septiembre de 1975) es un deportista ruso que compitió en natación.
Ganó una medalla de bronce en el Campeonato Mundial de Natación de 2001, una medalla de bronce en el Campeonato Mundial de Natación en Piscina Corta de 2000 y cuatro medallas en el Campeonato Europeo de Natación, en los años 1999 y 2000.
Participó en los Juegos Olímpicos de Sídney 2000, ocupando el octavo lugar en las pruebas de 4 × 100 m libre y 4 × 200 m libre.

## Palmarés internacional
| Campeonato Mundial                  | Campeonato Mundial   | Campeonato Mundial | Campeonato Mundial |
| Año                                 | Lugar                | Medalla            | Prueba             |
| ----------------------------------- | -------------------- | ------------------ | ------------------ |
| 2001                                | Fukuoka (Japón)      | Medalla de bronce  | 4 × 100 m estilos  |
| Campeonato Mundial en Piscina Corta |                      |                    |                    |
| Año                                 | Lugar                | Medalla            | Prueba             |
| 2000                                | Atenas (Grecia)      | Medalla de bronce  | 4 × 200 m libre    |
| Campeonato Europeo                  |                      |                    |                    |
| Año                                 | Lugar                | Medalla            | Prueba             |
| 1999                                | Estambul (Turquía)   | Medalla de plata   | 4 × 100 m libre    |
| 1999                                | Estambul (Turquía)   | Medalla de bronce  | 4 × 100 m estilos  |
| 2000                                | Helsinki (Finlandia) | Medalla de oro     | 4 × 100 m libre    |
| 2000                                | Helsinki (Finlandia) | Medalla de oro     | 4 × 100 m estilos  |